# Crossopetalum ekmanii
Crossopetalum ekmanii là một loài thực vật có hoa trong họ Dây gối. Loài này được (Urb.) Alain mô tả khoa học đầu tiên năm 1965.